# Michał Ignacy Wieczorkowski
Michał Ignacy Wieczorkowski (ur. 3 października 1673 w Gdańsku, zm. 26 lutego 1751 w Jarosławiu) – polski jezuita, wykładowca, teolog, misjonarz i dyplomata.

## Życiorys
Urodził się w Gdańsku. W 1690 roku wstąpił do zakonu jezuitów. Wyświęcony w 1702 w Krakowie. W latach 1704–1715 był profesorem poetyki, retoryki, filozofii, teologii polemicznej i języka greckiego w szkołach jezuickich we Lwowie, Lublinie, Rawie, Kaliszu, Krakowie i Jarosławiu. W 1716 roku, na polecenie króla Augusta II udał się do Persji rządzonej wówczas przez szyicką dynastię Safawidów, aby wspomóc misję prowadzoną przez Tadeusza Krusińskiego. W 1717 dostał się do Isfahanu gdzie nie został przyjęty przez szacha, a listy królewskie przekazał pierwszemu wezyrowi. W listach do króla Wieczorkowski skarżył się o braku pomocy ze strony dworu perskiego. Po roku w Isfahanie udało mu się uzyskać przywileje dla misji polskiej w Erywaniu. Katoliccy misjonarze mogli nawracać tam ormiańskich chrześcijan na katolicyzm. W 1720 wrócił do Polski i przedstawił królowi raport o prześladowaniu chrześcijan w Persji zatytułowany: Persecutiones in Persia. August II kazał mu ponownie udać się na misje. Przed wyruszeniem Wieczorkowski przeprowadził kwestę po Wielkopolsce by zebrać fundusze. Te fundusze zapakował na dwa wozy i wyruszył przez Kijów i Astrachań do Iranu. Misja zakończyła się niepowodzeniem i rok później Wieczorkowski opuścił Persję i znalazł się w Konstantynopolu. Po powrocie do polski w 1724 pracował jako misjonarz na wschodzie Rzeczypospolitej. W 1730 został duchownym domach jezuickich w Sandomierzu, Brześciu Litewskim i Lwowie, a od 1743 do śmierci w Jarosławiu.

## Twórczość
Oprócz raportów dyplomatycznych i misyjnych Michał Wieczorkowski pozostawił po sobie dwa dwujęzyczne wykłady zasad wiary katolickiej. Książki były ułożone w taki sposób, że po otworzeniu na jednej stronie znajdował się tekst turecki, a na drugim tłumaczenie. Napisał je po turecku z dialektem azerbejdżańskim. Język ten znał przed wyruszeniem w podróż do Persji, a naleciałości azerbejdżańskie zdobył w czasie pracy misyjnej na terenie dzisiejszego Azerbejdżanu. Wieczorkowski napisał tekst turecki używając alfabet łaciński, a nie arabski, który był używany w tamtym okresie do zapisu tego języka, gdyż pismo łacińskie lepiej nadaje się do wymowy tureckich samogłosek. Autor notuje akcent poszczególnych wyrazów.
Znaczącą uwagę poświęca się terminologii chrześcijańskiej używanej przez Wieczorkowskiego. Uważa się, że część terminów zapożyczył on z poprzednich, nieznanych prac misjonarzy, niektóre mógł stworzyć sam na podstawie swojej znajomości języka. Boga nazywa Ałłah, Ałłah tale (tale znaczy „on jest wzniosły”), Hak tale (Hak znaczy „rzeczywistość, prawda” i jest synonimem Allaha). Nie użył on tureckiego na wszystkie terminy. Słowo „sakrament” przetłumaczono jako arabskie serr. Innym tego przykładem jest nazywanie kapłana pader, patri, patry, patryk, papas lub kahana. Widać tu używanie tłumaczenia z łaciny (pater), greki (papas), włoskiego (padre) i syryjskiego (kahna). Jednym z często popełnianym przez Wieczorkowskiego błędów jest nazywanie Mahomet Mahmet (poprawną formą jest Muhammed). Krytyką przekładu na język turecki jest to, że autor mówi po polsku tureckimi słowami. Oprócz wpływów azerbejdżańskich pojawiają się również naleciałości perskie i arabskie.
Książki Wieczorkowskiego wydane drukiem:
- Breve compendium fidei Catholicae Turcico textu – Liczył 60 stron i był napisany po turecku i łacińsku. Wydany w 1721. Książka podzielona jest na trzy rozdziały. Treść składa się z przekładu najpospolitszych modlitw (Ojcze Nasz, Zdrowaś Maryjo, Apostolski symbol wiary itp.), wykładu o wierze, nauce o sakramentach i polemiki z wyznawcami islamu, judaizmu i protestantami.
- Katechizm z okazji Tatarzyna Bydziackiego, nic po Polsku nie umieiącego, tylko po Turecku ... z Polskiego ięzyka na Turecki ięzyk przetłumaczony y Tureckie niektore błedy zbiiaiący... – Liczył 119 stron i był napisany po turecku i polsku. Przygotowany był na uroczystość chrztu tytułowego Tatarzyna budziackiego, nieznanego z imienia muzułmanina nawróconego na katolicyzm, prawdopodobnie jeńca wojennego, prawdopodobnie mówiącego po turecku, wnioskując z języka dzieła. Chrzest odbył się uroczyście w 1720 roku w Boże Narodzenie w Warszawie, po pierwszym powrocie Wieczorkowskiego do Polski. Zachowało się tylko drugie wydanie z 1727 roku. Treść Katechizmu jest podana w formie pytań i odpowiedzi, które miały pomóc misjonarzom działającym wśród muzułmanów. Wieczorkowski tłumaczył w Katechizmie podstawy wiary chrześcijańskiej. Skupia się zwłaszcza na sakramencie chrztu. Stara się wytłumaczyć znaczenie Trójcy Świętej i podwójną: ludzką i boską nature Jezusa Chrystusa w celu argumentowania przeciwko nazywaniu chrześcijaństwa religią politeistyczną przez niektórych wyznawców Islamu twierdzących, że Trójca Święta oznacza trzech bogów. Autor atakuje również postać proroka Mahometa, głównie jego praktykę wielożeństwa i brak cudów przeprowadzonych przez niego. Potępia praktykę obrzezania. Na końcu dzieła znajduje się dodatek, w którym zamieszczono tłumaczenie modlitw i dziesięciu przykazań. Katechizm miał posiadać wszytko co było potrzebne misjonarzowi nawracającego mówiących po turecku muzułmanów. Posiadał wytyczne dotyczące obrony wiary chrześcijańskiej, polemiki z wyznawcami Islamu, nauki dla nawróconego, teksty modlitw i wskazówki do umacniania w wierze. W polemice z Islamem Wieczorkowski często powołuje się na Koran, jednak nic nie wskazuje na to, że go przeczytał. Uważa on, że jako młodszy od Ewangelii, Koran ma mniejszą wartość.
- Jasne promienie Imienia Jezusowego na IV. części Wiernych Chrystusowych rozpuszczone. to iest: odpusty Kościołom Societatis Jesu I. to dla ugęszczających sakramenta SS. w Kościołach Societatis. II. to dla wszytkich, w powszechności Wiernych Chrystusowych, w naznaczone święta Jezuickie; III. to dla Sodalisów każdey Kongregacyi, Nayświętszéy Panny; IV. to dla innych Kongregacyi Jezuickich; Od różnych Oyców SS. Pápieżów nadane. – Wydane w 1740 we Lwowie.
- Tłumaczenie dzieła P. Segneriego Manna duszy – Wydane w 1739.